# Abazivka, Poltava
Abazivka (în ucraineană Абазівка) este localitatea de reședință a comunei Abazivka din raionul Poltava, regiunea Poltava, Ucraina.

## Demografie
Componența lingvistică a localității Abazivka
     Ucraineană (92,85%)
     Rusă (6,67%)
     Alte limbi (0,3%)
Conform recensământului din 2001, majoritatea populației localității Abazivka era vorbitoare de ucraineană (92,85%), existând în minoritate și vorbitori de rusă (6,67%).